# Las Zawadzki
Las Zawadzki [pronunciación en polaco: /ˈlas zaˈvat͡ski/] es un pueblo ubicado en el distrito administrativo de Gmina Widawa, dentro del condado de Łask, Voivodato de Łódź, en el centro de Polonia. Se encuentra a unos 7 kilómetros al sur de Widawa, a 26 kilómetros suroeste de Łask, y a 57 kilómetros al suroeste de la capital regional Łódź.
El pueblo tiene una población de 80 habitantes.